# Julia Spada
Julia Spada, född 1 maj 1985 i Uppsala, är en svensk sångerska, låtskrivare och producent. Spada är idag bosatt i Stockholm men har under en period även bott i London. Hon debuterade som artist och bandledare 2009 i discofunk-bandet O'Spada som släppte albumet "Pay Off" 2010 med bland annat låten "Time". Bandet var aktivt fram till 2013. I O'Spada spelade även Johan Ivansson (bas), Christopher Peduru-Aratchi (keyboard), Samuel Lindberg (trummor), Karl Annmo (gitarr), Oskar Nilsson (kör).
Spada har genomfört ett flertal samarbeten med andra artister där hon bidragit med komposition och sång.  
I februari 2014 släppte Spada sin egenproducerade låt "Reptile mission" på Soundcloud. 
Spada har även framträtt som discjockey tillsammans med artistkollegorna Marlene, Hanna Stenman, Beatrice Eli och Ji Nilsson. DJ-gruppen kallar sig DATE.
2014 blev Spada tilldelad det årliga Stim-stipendiet för främjandet av unga talanger. 
Spada tillkännagav i P3 Musikguiden 2015-01-15 att hon tillsammans med Ludvig Parment (Saturday, Monday) bildat ett band med namnet "Breakup". 

## Artistsamarbeten
- Mack Beats,  med låten "Lägg dig ner" [5]
- Linda Pira, med låten "Knäpper mina fingrar"
- Malcolm B med låten "Tid och rum" [6]
- 35bag med låtarna "Find Me", "Remember the 90s", "Do you ever think"  [7]
- Mash Up International och Marlene, med låten "Prison" [8]
- Saturday, Monday, med låtarna "Headshake" och "The Ocean" [9]
- Little Jinder med låten "Nått e väldigt fel" [10]
- HMSV med låten "Vår nivå" [11]
- Steve Angello med låten "The Ocean" [12]